# Apple Cinema Display
La famiglia Apple Cinema Display è una linea di monitor prodotta da Apple, composta esclusivamente da schermi LCD.
La linea venne presentata nel settembre del 1999, in contemporanea con il Power Mac G4. Quando venne presentato il primo componente della linea, era il più ampio monitor LCD presente sul mercato. Questa linea è nata per offrire un ampio display con un ingombro ridotto.
Esponente di punta è l'Apple Cinema HD Display 30, dotato di un display da 30 pollici e con una risoluzione nativa di 2560 × 1600 pixel. Esso per funzionare necessitava di una particolare scheda grafica, dato che quelle comuni non erano in grado di erogare un flusso sufficiente di dati al monitor.

## Modelli

### Apple LED Cinema Display
L'Apple LED Cinema Display era un display LCD da 24" presentato dalla Apple durante la conferenza del 14 ottobre 2008. Questo prodotto andava ad affiancare i precedenti Apple Cinema Display da 20", 23" e 30".
Le principali novità del LED Cinema Display 24" erano:
- Illuminazione con lampada a LED
- Design con cornice nera
- Schermo lucido
- Altoparlanti integrati
- Connettività DisplayPort
- Connettività MagSafe